# Sita (tigresse)
Pour les articles homonymes, voir Sita.
Sita, née en janvier 1982 et morte en 1996, est une tigresse du parc national de Bandhavgarh.

## Biographie

### Naissance
Sita naît en janvier 1982. Elle est de père et mère inconnus. La tigresse est aperçue pour la première fois par les cornacs du parc de Bandhavgarh sur le mandap de Sita, un lieu-dit du parc et la prénomme Sita. Le territoire de Sita, qu'elle a probablement repris à sa mère, s'étend sur Badi gupha, Jamunia, Chor bahra, Balua nala, Sidh baba, Chakra dahra et Shesh shayya.

### Premières années avec Banka
Le père des première et deuxième portées de Sita est un tigre nommé Banka (observé de 1984 à 1992) dont le territoire recouvre le sien. Leur premier accouplement est observé le 28 mai 1986 ; Sita a presque trois ans. Trois petits tigres naissent en novembre 1986. Plusieurs observations conjointes de Sita, de ses petits et de Banka sont rapportées et permettent de préciser les relations qu'il peut y avoir entre un tigre mâle et ses descendants. Le 1er décembre 1986, alors que les jeunes ont environ dix semaines, Banka, Sita et les jeunes sont observés à proximité d'un proie, sans qu'aucun signe d'appréhension à la présence du mâle soit noté. Le 25 février 1987, Banka et Sita sont vus à proximité d'une prise. Sita transporte la carcasse sous un buisson et va chercher ses petits. Ceux-ci, inquiétés par la présence de l'éléphant qui transporte le témoignant, sont réticents à rejoindre la carcasse. Banka rejoint la proie et fait un cri d'appel (transcrit comme un aeun nasal) à destination de la tigresse et ses petits. Sita et les jeunes réagissent à cet appel, mais n'osent pas rejoindre la carcasse, toujours inquiétés par l'éléphant. Banka émet un appel plus fort et bourru. Ce n'est qu'au départ de l'éléphant que la tigresse s'approche. Les observations plus tardives montrent que Sita commence à s'éloigner de ces petits : dès le milieu du mois de février 1988, alors que les jeunes ont 17 mois, elle les laisse seuls de plus en plus fréquemment. En mars 1988, les petits sont aperçus à plusieurs reprises en compagnie de Banka, parfois jouant avec lui, parfois le suivant dans ses déplacements : aucun signalement de Sita n'est fait aux alentours. Du 23 mars au 13 avril 1988, Sita est observée seule et le 13 avril 1988, alors que les jeunes ont 19 mois, Sita se montre agressive envers eux, ce qui marque le début de leur indépendance.
La seconde portée nait en 1989 et est composée de trois petits. Avec Banka, elle aura deux mâles prénommés Balram et Dau, abattus quelques années plus tard par des braconniers.

### Charger
Sita a eu de nombreuses portées, principalement avec le tigre Charger. La liaison entre Sita et Charger est décrite comme un lien extraordinaire par les rangeurs de la réserve. Charger prélevait souvent sa part dans les proies tuées par Sita. À la mort de la tigresse, Charger a commencé à perdre du territoire. Leur fille Mohini (parfois nommée Bachi) a elle-même donné naissance aux mâles B1 puis B2, qui règneront sur le territoire de leur grand-père à partir de juin 2000. B2 aura comme fils Bamera, qui restera le mâle dominant pendant treize ans. Parmi les petites filles de Sita, Rajbhera.

### Célébrité
Le travail du photographe Michael Nichols met en lumière l'existence de Sita. La tigresse devient connue mondialement lors de son passage en couverture du National Geographic Magazine en décembre 1997,.

### Décès
Sita disparaît soudainement en 1996 à l'âge de dix-huit ans. Son corps introuvable a alimenté les rumeurs de sa mort par braconnage. Une peau découverte chez un braconnier est suspectée d'être celle de Sita, toutefois, le travail de spécialistes du tigre sur la disposition des rayures permet d'exclure cette hypothèse. La tigresse était très âgée et les spécialistes considèrent qu'elle est morte de vieillesse.

## Postérité
Sita est l'un des tigres sauvages les plus célèbres du monde,. Elle a amené une grande popularité au parc national de Bandhavgarh. Le prénom Sita fait référence à la déesse hindoue Sītā.
Le mandap de Sita, une zone où les rochers forment une arche et où l'eau est présente toute l'année, était l'une des zones de repos favorite de Sita. Le terme de mandap est associé au mariage dans la tradition hindoue, et notamment au mariage entre la déesse Sītā et le roi légendaire Rāma. Le nom est un lieu-dit du parc.
Sita est considérée comme une tigresse tolérante et douce envers les touristes.
Dans L'animal est-il une personne ?, Yves Christen site Sita parmi d'autres animaux sauvages célèbres comme un exemple d'animal sauvage que l'on rencontre comme une personne et non que l'on va voir comme une attraction.